# Бердкунк
Бердкунк (арм. Բերդկունք) — село в Гехаркуникской области Армении.

## География
Село расположено в северо-западной части марза, на западном берегу озера Севан, при автодороге , на расстоянии 14 километров к северо-северо-западу (NNW) от города Гавар, административного центра области. Абсолютная высота — 1930 метров над уровнем моря.
Климат
Климат характеризуется как умеренно холодный, влажный (Dfb в классификации климатов Кёппена).

## Галерея

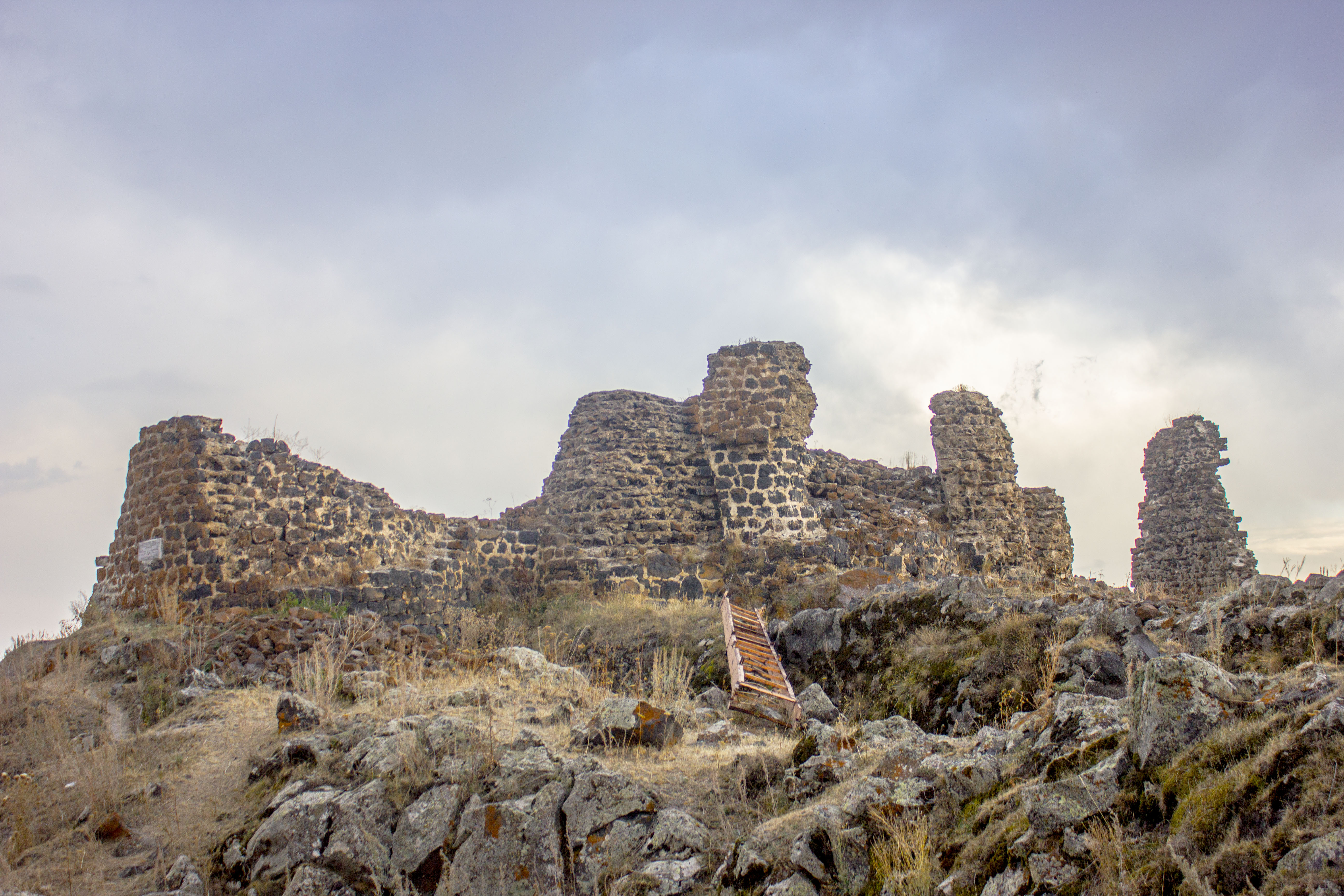

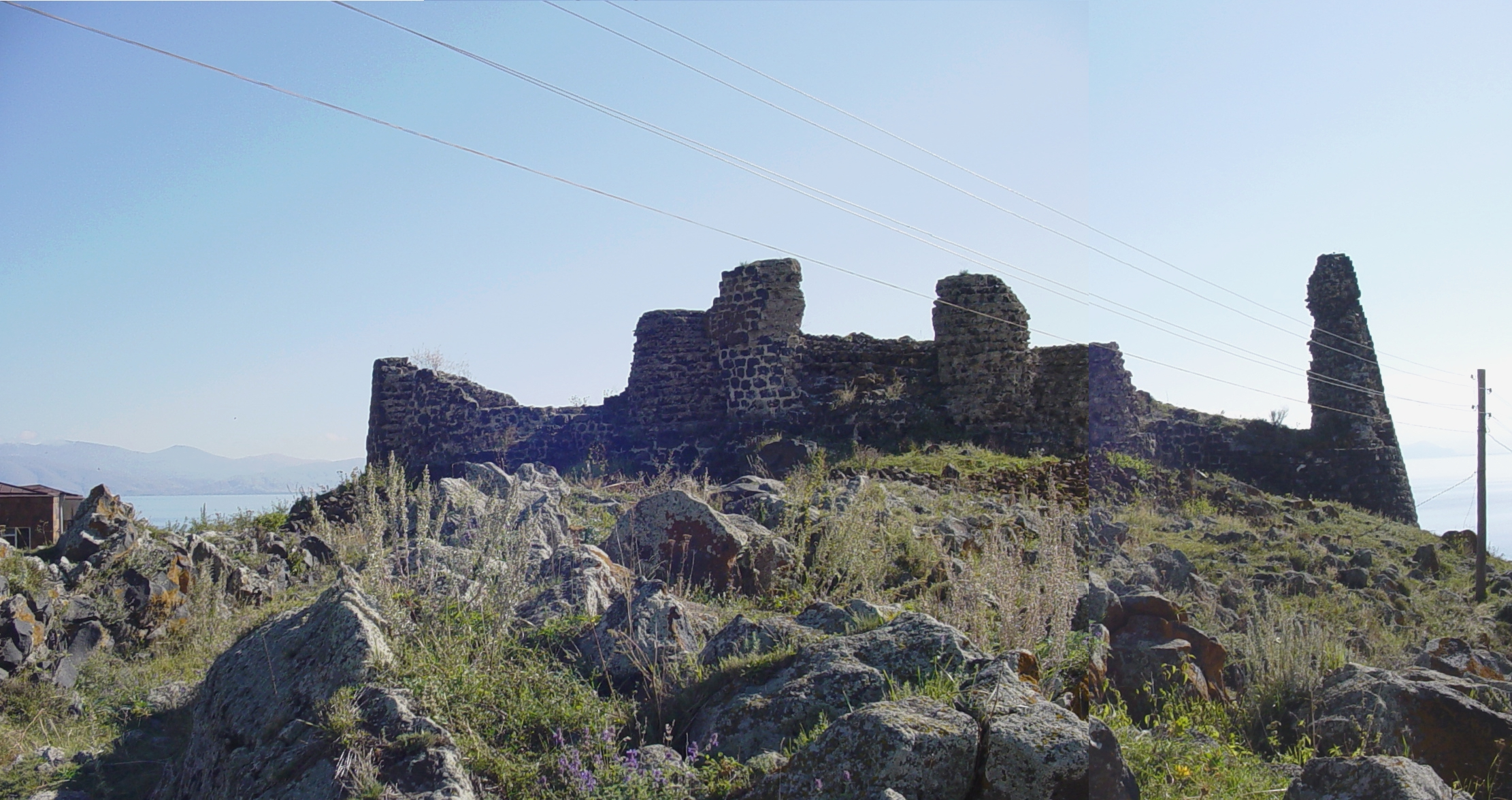
общий вид на Бердкунк

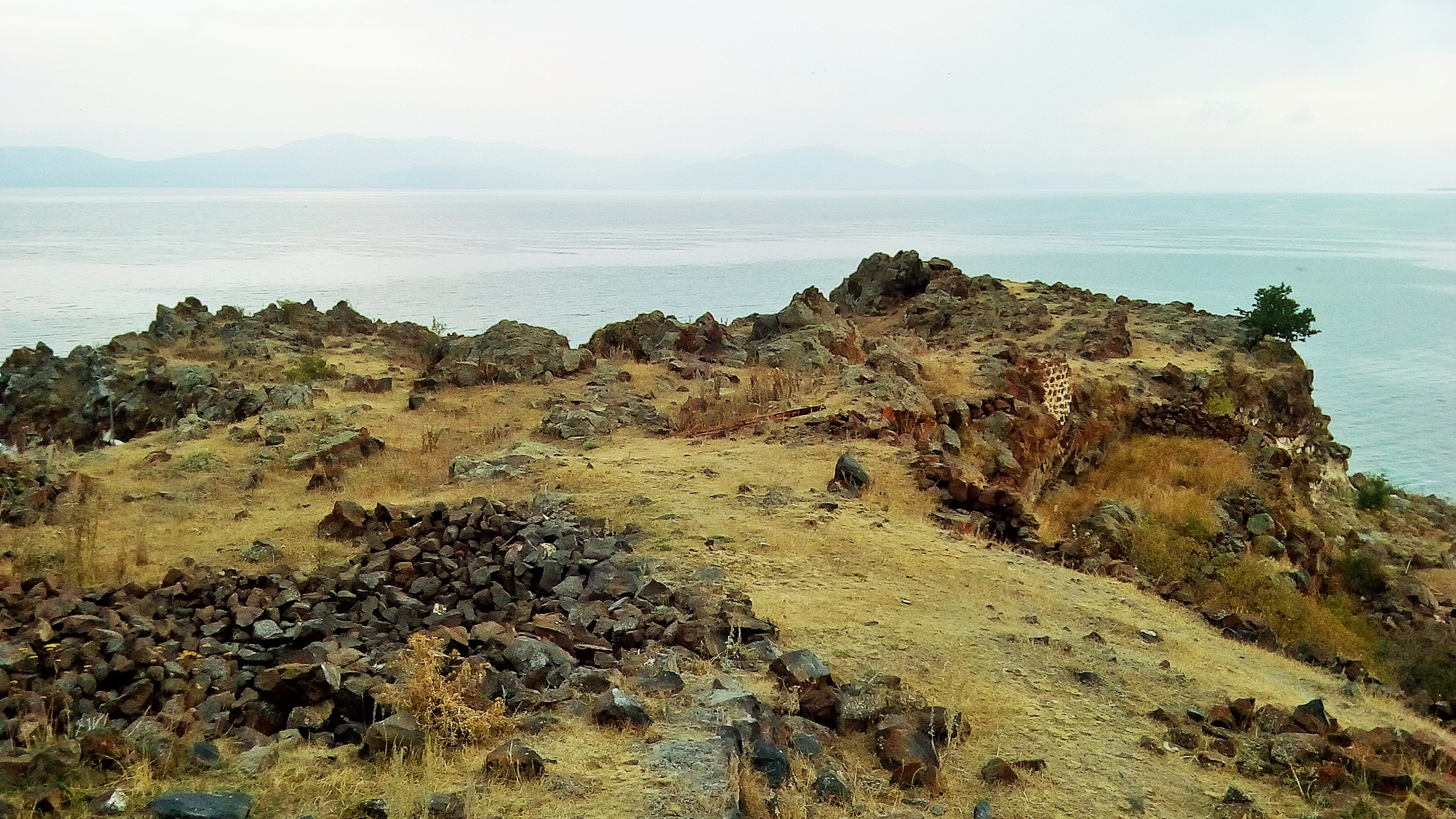
вид на озеро Севан и Бердкунк

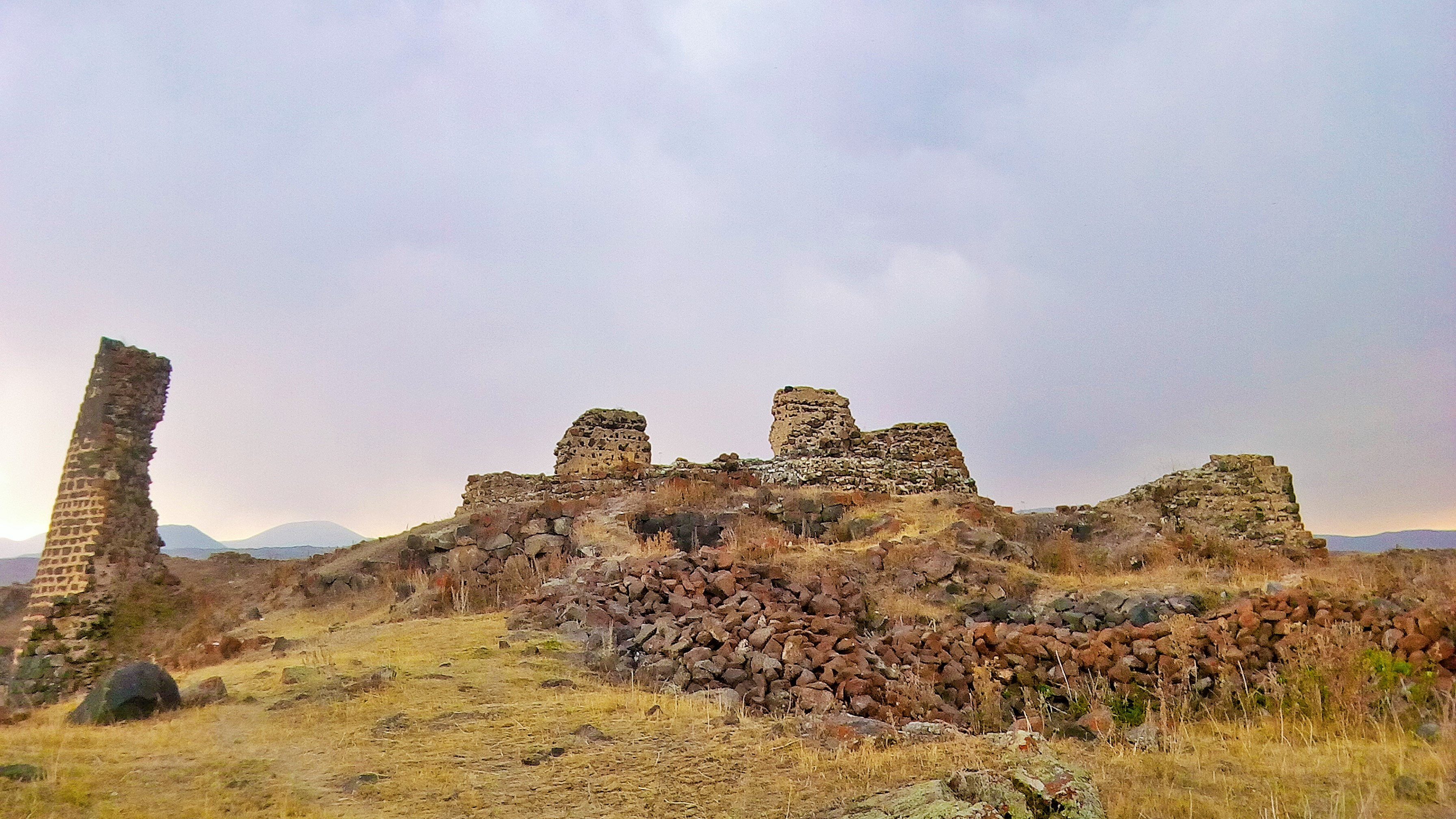

## Население
| Год переписи | Население          | Население          | Население          | Население            | Население            | Население            |
| Год переписи | Наличное население | Наличное население | Наличное население | Постоянное население | Постоянное население | Постоянное население |
| Год переписи | Всего              | Мужчины            | Женщины            | Всего                | Мужчины              | Женщины              |
| ------------ | ------------------ | ------------------ | ------------------ | -------------------- | -------------------- | -------------------- |
| 2001         | 251                | 129                | 122                | 253                  | 134                  | 119                  |
| 2011         | 279                | 143                | 136                | 296                  | 156                  | 140                  |

| Год  | Численность | Численность |
| ---- | ----------- | ----------- |
| 1831 | 39          | [ 8 ]       |
| 1873 | 191         | [ 8 ]       |
| 1897 | 331         | [ 8 ]       |
| 1926 | 224         | [ 8 ]       |
| 1939 | 442         | [ 9 ]       |
| 1959 | 287         | [ 9 ]       |
| 1970 | 220         | [ 9 ]       |
| 2001 | 253         | [ 10 ]      |
| 2011 | 296         | [ 11 ]      |